# Ludwig-Schunk-Stiftung
Die Ludwig-Schunk-Stiftung ist eine als eingetragener Verein geführte private Stiftung im mittelhessischen  Heuchelheim an der Lahn. Ihre Gründung geht auf das Testament des Unternehmers und Firmengründers Ludwig Schunk  (1884–1947) zurück. Die Stiftung besitzt einhundert Prozent des Stammkapitals der Schunk Group. 

## Aufgaben
Die Stiftung hat einerseits treuhänderische Aufgaben im Rahmen des Schunkschen Testaments zu erfüllen, andererseits ist sie Kapitaleigner und leitet mit Unterstützung der Schunk GmbH die Firmengruppe.
Die treuhänderischen Aufgaben sind durch das Testament vorgegeben. Durch Präambel und Satzungszweck ist die Ludwig-Schunk-Stiftung auch formell an die entsprechenden Auflagen des Testaments gebunden.
In diesen Rahmen fallen auch die Förderung und Unterstützung von wissenschaftlichen und sozialen Einrichtungen. Zur Förderung des wissenschaftlichen Nachwuchses wird gemeinsam mit der Firma Pfeiffer Vakuum aus Aßlar der Röntgenpreis für Naturwissenschaften vergeben. 
Die Rolle des Kapitaleigners und Gesellschafters nimmt die Ludwig-Schunk-Stiftung entsprechend den gesetzlichen Vorschriften und der Statuten wahr. Die Stiftung hat nach dem Willen Ludwig Schunks das ihr überlassene Vermögen zu verwalten und den Fortbestand der Schunk-Unternehmen zu sichern. Die vom Erblasser gewünschte Zukunftssicherung hat dabei absolute Priorität. Die angestrebte Mitarbeiterbeteiligung ist nur bei nachhaltigem und langfristig gesichertem Erfolg der operativen Gesellschaften möglich. Dies war für Ludwig Schunk ein vorrangiges Anliegen, wie sich aus dem Testament ergibt: 
Die für die Aufgabenerfüllung erforderlichen Mittel der Stiftung werden ausschließlich aus den Gewinnen der operativen Gesellschaften erwirtschaftet. Deshalb haben die operativen Gesellschaften im Rahmen ihrer Möglichkeiten alles zu tun, um angemessene Gewinne zu erzielen und zu sichern. Dazu gehört auch die Kosten- und Organisationsstrukturen wettbewerbsfähig zu gestalten.
Zugleich sollen auch die Mitarbeiter am Gewinn beteiligt werden. Das war für Ludwig Schunk ein zentrales Anliegen. Nach Sinn und Wortlaut des Testaments dürfen jedoch nur Gewinne an die Mitarbeiter ausgeschüttet werden, wenn ausreichend Mittel für die Zukunftssicherung vorhanden sind.
Bei allem sozialen Engagement Ludwig Schunks stand die Zukunftssicherung des Unternehmens immer im Vordergrund.
Die Stiftung hat ihre Aufgaben unabhängig wahrzunehmen. Sie ist nur den gesetzlichen Vorschriften, den testamentarischen Auflagen und der Satzung verpflichtet. In ihrer Kapitaleigner- und Treuhänderfunktion steuert sie die Arbeit der operativen Gesellschaften. Hierbei wird sie unterstützt durch die Führungsgesellschaft Schunk GmbH, deren Aufsichtsrat paritätisch besetzt ist.

## Organe
Organe des Vereins sind die Mitgliederversammlung und der Vorstand. Der Verein besteht aus zwölf Mitgliedern. Mindestens die Hälfte davon setzt sich aus Mitarbeitern der Schunk-Unternehmen zusammen.
Durch die Stiftungskonstruktion hat Ludwig Schunk optimale Voraussetzungen geschaffen, um sein Lebenswerk über seinen Tod hinaus zu sichern.